# Dr. Strange (film)
Dr. Strange je americký televizní fantasy film z roku 1978, který natočil Philip DeGuere podle komiksových příběhů o Doctoru Strangeovi. Vznikl jako pilotní snímek pro zamýšlený televizní seriál, který však nebyl stanicí CBS objednán.

## Příběh
Morgan le Fay dostane za úkol napravit svůj neúspěch z doby před 500 lety, kdy nedokázala přemoci mocného čaroděje, čímž by démoni získali přístup do lidského světa. Nyní je tento muž, Thomas Lindmer, starý a slabý a chystá se předat svoje místo a svoji moc nástupci. Le Fay má pouze tři dny na to, aby čaroděje porazila, nebo aby zabila jeho následovníka. Tím je newyorský psychiatr Stephen Strange, jenž se musí vypořádat s podivnými událostmi kolem sebe, včetně zjevující se Morgan, která posedla mladou dívku Cleu.

## Obsazení
- Peter Hooten jako doktor Stephen Strange
- Clyde Kusatsu jako Wong
- Jessica Walter jako Morgan le Fay
- Eddie Benton jako Clea Lake
- Philip Sterling jako doktor Frank Taylor
- John Mills jako doktor Thomas Lindmer
- June Barrett jako Sarah
- Sarah Rush jako zdravotní sestra